# El oro y el moro
El Oro y el Moro fue un programa de radio de Argentina emitido por Radio 10 y conducido por Oscar González Oro. Dejó de emitirse en 2014 tras 15 años. Era el programa más popular de la estación y el de mayor audiencia en la mañana. Se emitía de 9 a 13.
El programa combinó la información, la actualidad, los deportes y el espectáculo con un tono humorístico. A González Oro lo acompañaban Valeria Mirabella en la locución, Fernando Carlos en deportes, Laura Ubfal en espectáculos, Eduardo Feinmann en actualidad y el médico Claudio Zin, en salud. La producción estaba a cargo de Alejandro Funtowicz junto a Guadalupe Zapata, Gonzalo Cores y Jonatan Andreani.  
En 2014 Oscar González Oro renuncia a Radio 10, aduciendo en primer lugar razones personales y luego adjudicando la renuncia a sus diferencias con Cristóbal López, el dueño de la radio.